# Terremoto della Marsica del 1904
Il terremoto della Marsica del 1904, noto anche come terremoto di Rosciolo, fu un sisma avvenuto nel pomeriggio del 24 febbraio 1904 che danneggiò gravemente la regione storico-geografica della Marsica, in particolare l'area dei piani Palentini in Abruzzo. Secondo il servizio sismico nazionale non provocò vittime.

## Sismicità storica
La stratigrafia, gli aspetti sismotettonici e attestazioni di vario tipo collocano alcuni gravi terremoti nel periodo tardo antico, tra la seconda metà del IV secolo e l'anno 508 d.C.
Terremoti di rilievo causarono danni nella Marsica e nell'intera provincia aquilana anche negli anni 1456, 1461, 1654, 1695, 1703 e nel  1706. Circa undici anni dopo l'evento sismico del 1904 si verificò il devastante terremoto della Marsica del 1915 che causò oltre 30 000 vittime.

## Aree danneggiate
Il terremoto, magnitudo Richter 5,7, causò gravissimi danni al patrimonio architettonico di Rosciolo e Magliano, centri abitati situati alle pendici del monte Velino. A Rosciolo, epicentro del sisma, furono gravemente danneggiate quasi tutte le abitazioni e le chiese di Santa Maria delle Grazie e di San Sebastiano, mentre non subì danni irreparabili l'antica chiesa di Santa Maria in Valle Porclaneta. A Magliano subirono gravi danni, oltre alle case, la chiesa di Santa Lucia e la torre Di Cola, nota anche come torre dei Padellari, successivamente al terremoto abbattuta per i gravi danni strutturali riportati. Fu certamente destinata all'abbattimento, già nella seconda metà dell'Ottocento, la torre feudale situata all'ingresso principale del paese. A Scurcola risultarono gravemente danneggiate gran parte delle abitazioni.
In totale, in tutta l'area colpita, furono circa ottomila le persone che rimasero senza casa.
Danni si verificarono in diversi centri abitati dei piani Palentini, in particolare a Cappelle, Gallo, Marano, Poggio Filippo, San Donato, Scanzano e Sorbo. Danni più lievi si registrarono ad Albe, Avezzano, Corona, Tagliacozzo, nel circondario marsicano e nella limitrofa Borgocollefegato. Il terremoto fu distintamente avvertito all'Aquila e nei circostanti territori di Rieti, Roma e Frosinone.

## Biografia
- Alfonso Cavasino, Il terremoto nella Marsica del 24 febbraio 1904, Modena, Società Tipografica Modenese, 1914, SBN IEI0127974.